# Georg Friedrich Wiesand

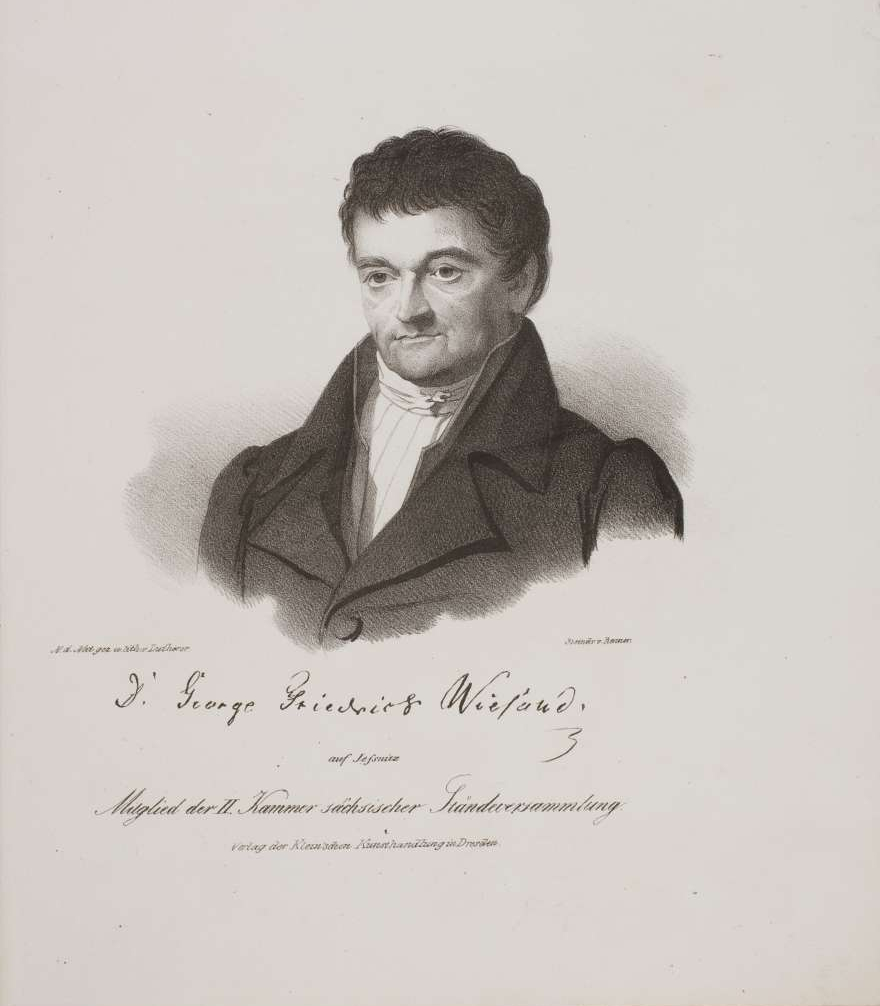
Georg Friedrich Wiesand

Georg Friedrich Wiesand (* 13. August 1777 in Wittenberg; † 27. Oktober 1842 in Dresden) war ein Jurist, Rittergutsbesitzer und Mitglied des Sächsischen Landtags.

## Jugend
Wiesand war der Sohn des Doktors der Rechte und Appellationsrates Georg Stephan Wiesand (1736–1821). Nach seiner schulischen Ausbildung studierte er in Wittenberg an der Leucorea Jura.

## Karriere
Nach seinem Studium arbeitete er eine Zeit lang als Rechtsanwalt und wurde Privatdozent an der Leucorea. 1800 wurde ihm das Amt eines Landrichters in Gommern übertragen, das er bis 1805 bekleidete. Er zog nach Barby, wo er Bürgermeister der Stadt und Stadtsyndikus wurde. 1808 wurde er Bürgermeister der Gemeinde und bekleidete ab 1815 die Stelle eines Rechtskonsulenten in Lauchstädt. 1815 schrieb er eine Dissertation und erwarb den Titel „Doktor der Rechte“. Daraufhin erhielt er das Amt des Rentamtmanns in Bad Lauchstädt und wurde zum königlich sächsischen Kommissionsrat ernannt.
Zugleich war er Erbherr des Rittergutes Jeßnitz in der Oberlausitz. Von den Mitgliedern der Oberlausitzer Ritterschaft wurde er in die sächsische Ständeschaft gewählt. Damit begann seine politische Karriere. 1833/34 gehörte er als Vertreter der Rittergutsbesitzer der Oberlausitz der II. Kammer des Sächsischen Landtags an. Auch war er Mitglied der Oberlausitzischen Gesellschaft der Wissenschaften, der naturforschenden Gesellschaft zu Görlitz.
Er starb mit 64 Jahren in Dresden.

## Werke
- De Ratione Matrimonivm Post Divortivm Restavrandi, Vitembergae, Wittenberg 1798
- Von Aufrechthaltung der Sicherheit, Ruhe und gesetzlichen Ordnung zu Verhütung von Tumult und Aufruhr, insbesondere Erörterung der Rechtsfrage: Ist eine Gemeinde verbunden, den einem Mitgliede derselben von Tumultuanten verursachten Schaden zu ersetzen?, F. A. Brockhaus, Leipzig 1855

## Ehrungen
Der preußische König Friedrich Wilhelm III. verlieh ihm die Große goldene Medaille mit dem Brustbilde.